# テキーラ沙弥
テキーラ沙弥（テキーラさや、1984年1月19日 - ）は、日本の元女子プロレスラー。北海道函館市出身。

## 所属
- アイスリボン（2016年 - 2019年）

## 経歴
2016年
- 1月9日、アイスリボン横浜ラジアントホール大会開始前に練習生として紹介される。
- 2月13日、道場マッチでのvs優華戦で初のエキシビション。両者ノーポイント。
- 2月20日、道場マッチでvs藤本つかさとエキシビジョン。両者ノーポイント。この試合後、3月12日のアイスリボン後楽園ホール大会でのデビューが決定する。
- 3月12日、後楽園ホール大会にて長崎まる子戦でデビュー。丸め込み合戦を制し、デビュー戦にて初勝利を上げる。この時のコスチュームはピンクのワンピース。
- 4月21日、5月4日横浜文化体育館大会よりリングネームを「テキーラ沙弥」に改名[1]。コスチュームもメキシコ国旗の色を基調としたものに変更。
- 7月30日、敗者年齢公開3wayマッチで松本都と雪妃真矢を相手に対戦し敗北。年齢を公開する。
- 8月20日、道場マッチで藤本つかさの持つICE×∞王座に挑戦するも敗北。試合後にテキーラバーを経営していることを明かす。
- 10月をもってプロレスに専念するため前述のテキーラバーを閉店する。今後は個人でのイベントにてテキーラを製作する。
- 10月10日、アイスリボン函館大会「函館リボン ～テキーラ沙弥地元凱旋～ 」で初の地元凱旋試合を行う。

2017年
- 6月10日、アイスリボン函館大会「函館リボン2017」にて世羅りさの持つICE×∞王座に挑戦するも敗北、王座獲得ならず。
- 2017年9月23日、アイスリボン横浜大会「横浜リボン2017・秋」にてインターナショナル・リボンタッグ王座決定トーナメントに松屋うのとのタッグ「chuの上ズッ」で出場。一回戦で星ハム子＆宮城もちの「らぶりーぶっちゃーず」と対戦し敗北、準決勝進出ならず。
- 9月末から12月24日までの間、怪我によりアイスリボン公式戦は欠場し受付などのみに登場する。
- 11月3日、豊田真奈美30周年記念興行「飛翔天女 ～豊田真奈美引退～ 」にて第2ブロックの1番手として出場（豊田真奈美50人がけの内の一人）。
- 12月24日、アイスリボン両国KFCホール大会でトトロさつきを相手に怪我による欠場からの復帰戦を行う。

2018年
- 3月、キャリア3年未満の選手を中心とした若手主体興行でアイスリボンの新大会ブランド「P's Party」の大会プロデューサーに就任する。
- 3月25日、アイスリボン後楽園ホール大会「アイスリボンマーチ2018」で「6人タッグかしましトーナメント」に松屋うの、トトロさつきとの「Chu♥トロ！」で出場。トーナメント1回戦で尾崎妹加、安納サオリ、本間多恵の「MAT」と対戦して敗北、準決勝進出ならず。
- 4月7日、道場近隣に「Bar After Party」をオープン。
- 5月1日、アイスリボン横浜大会「横浜リボン2018GWⅠ」で松屋うのとのタッグで世羅りさ&雪妃真矢の持つインターナショナルリボンタッグ王座に挑戦するも敗北。王座獲得ならず。
- 5月10日、ヒビヤガーデン主催のヒビヤガールコンテスト2018においてWEB投票の結果上位8名に入ったため、ヒビヤガール2018に選抜される。
- 5月26日、ヒビヤガーデン主催のヒビヤガールコンテスト2018グランプリの結果で3位となった。
- 11月3日、アイスリボン大阪大会「大阪リボン2018Ⅲ」で,ICE×∞次期挑戦者決定トーナメントに出場し1回戦で松屋うのと対戦し勝利。2回戦進出を果たす。
- 11月11日、世羅りさ地元凱旋大会『せらリボン4』ICE×∞次期挑戦者決定トーナメント２回戦で柊くるみと対戦し敗北。準決勝進出ならず。
- 11月18日、ZERO1岡山・広島豪雨チャリティープロレスで「爆女王選手権試合～電流爆破デスマッチ～」に挑戦(パートナーはTARU)。爆女王の世羅りさ（パートナーはヒデ久保田）と対戦するが爆破を受けた上で敗北。この試合が自身初の電流爆破デスマッチであった。

2019年
- 1月5日、ジュリアとのタッグをバーニングローと暫定的に命名[2]。GEKOKU娘（弓李＆尾崎妹加組）の持つリボンタッグ王座に挑戦を表明。
- 1月27日、アイスリボン名古屋大会「名古屋リボン2019」でジュリアと共にインターナショナルリボンタッグ王座戦を弓李、尾崎妹加と行い敗北。王座獲得ならず。
- 5月6日、アイスリボン道場マッチ959で「絆トーナメント」に尾崎妹加との「Let'sモリモリ」で出場。トーナメント1回戦でつくし、ジュリアの「スパンキーズ」と対戦し勝利。２回戦進出となった。
- 5月18日、アイスリボン道場マッチ959で「絆トーナメント」に尾崎妹加との「Let'sモリモリ」で出場。トーナメント2回戦で柊くるみ、Yappyの「XL Breakers」と対戦し勝利。準決勝進出となった。
- 5月25日、アイスリボン大阪大会「大阪リボン2019・Ⅱ」で「絆トーナメント」に尾崎妹加との「Let'sモリモリ」で出場。トーナメント準決勝で世羅りさ、鈴季すずの「二輪走」と対戦し敗北。準決勝敗退となった。
- 6月30日、アイスリボン川口大会「アイスリボン968 in SKIPシティ」で雪妃真矢の持つICE×∞王座に挑戦するも敗北、王座獲得ならず。
- 7月15日、アイスリボン横浜大会「横浜リボン2019・夏」、ジュリアとのタッグ「バーニング・ロウ」でインターナショナルリボンタッグ王座戦を世羅りさ、雪妃真矢と行い勝利。第46代インターナショナルリボンタッグ王者となった。
- 7月15日、アイスリボン大阪大会「大阪リボン2019・Ⅲ」、ジュリアとのタッグでインターナショナルリボンタッグ王座戦を安納サオリ、尾﨑妹加と行い勝利。王者初防衛となった。
- 8月14日、 アイスリボン夏祭り2019 in 上野「アイスリボン976」でICEx∞王座決定トーナメントに出場。1回戦で山下りなと対戦し敗北。2回戦進出ならず。
- 9月14日、アイスリボン横浜文化体育館大会Ⅲ、ジュリアとのタッグでインターナショナルリボンタッグ王座戦を星ハム子、星いぶきと行い勝利。2度目の王座防衛となった。
- 9月23日、アイスリボン横浜大会「横浜リボン2019・秋」、ジュリアとのタッグ「バーニング・ロウ」でインターナショナルリボンタッグ王座戦を世羅りさ、雪妃真矢と行い敗北。王座防衛はならなかった。また、試合終了後に本人より10月12日の後楽園ホール大会をもってプロレスラーを引退することが発表された。
- 10月12日、この日の後楽園ホール大会で引退の予定であったが、令和元年東日本台風（台風19号）の影響により大会が中止となったため、引退は延期となった[3]。
- 10月16日、「P'sParty 第37戦」で引退を12月31日のアイスリボン後楽園大会「RIBBONMANIA2019」まで延期することが発表された[3]。
- 12月1日、アイスリボン1010 in SKIPシティにおいてトライアングルリボン選手権で松屋うの、本間多恵と対戦し勝利。第３４代トライアングルリボン王者となった。
- 12月18日、P'sParty 第40戦でトライアングルリボン選手権を松屋うの、トトロさつきと行い勝利。第34代王者初防衛を成功させた。
- 12月21日、アイスリボン新木場大会でトライアングルリボン選手権を米山香織、本間多恵と行い敗北。2回目の防衛に失敗した。
- 12月31日、アイスリボン後楽園ホール大会「RIBBONMANIA2019」で引退をした。そして今後はBar After Partyの店長及びスタッフとしてアイスリボンに関わり続けることが発表された。

2020年
- 4月21日、Bar After Party 閉店。
- 12月をもってスタッフを退職し、プロレス業界から離れる。

2021年
- 6月19日、アイドルグループ『乙ナティック浪漫ス』正規生としてステージデビュー[4]。バー経営再開も考えたが、コロナ禍で難しいため、ほんの軽い気持ちで歌って踊ることに挑戦した結果だという[4]。
- 12月末、乙ナティック浪漫スを卒業。

2023年
- 2月4日のスターダム大阪大会のメインで行われたジュリア対鈴季すずのワールド・オブ・スターダム選手権試合を観戦し、試合後に2人を祝福した[5]。

## 得意技
- グラン・マエストロ・デ・テキーラ[6]
  - 相手を後転させる形で決める変形キドクラッチ。自身が持つテキーラソムリエの最上級資格名と同名。引退を前に鈴季すずに継承した。

- テキーラ・ショット
  - 叩きつける形のグラン・マエストロ・デ・テキーラである。
  - 相手の右横に後ろ向きに立ち、左腕を相手の右腕に引っ掛け、右手で相手の右足を持ち上げ前屈の形にし、そのままノーハンドロンダートの要領で回転して相手を後頭部から叩きつける。
  - 鈴季すずが継承し使用している。

- ムーンサルトプレス
  - 2017年3月18日の道場マッチにて初公開。
  - 同年下半期の怪我での欠場以降使用していなかったが2018年の横浜文化体育館大会で久々に解禁。

- サブマリノ
  - うつ伏せの相手の頭部に跨がり、相手の両腕を掴んでジャンプし相手の顔を叩きつける。
  - 技名はビールベースのカクテルから。

- マタドール
  - サブマリノで叩きつけた後、相手の上半身に乗った状態で相手の片脚を掴み相手がビールマンスピンのような状態になる形で極める。

- トクホ
  - 背面ボディアタック。グラウンドに倒れている相手等へのボディプレスも同型で使う。
  - 技名は技が決まった瞬間の自身の形が「特定保健用食品”トクホ”のマーク」に似ていることから。
- 旋回式ボディアタック

- 各種クロスボディ

## 人物
- 函館白百合学園卒業[7]。
- 東京モード学園（ヘアメイク-スタイリスト学科）出身。卒業後、バンドのヘアメイク業に就いていた[7]。
- テキーラのソムリエ最上級「グラン・マエストロ・デ・テキーラ」資格をもつ。また、日本テキーラ協会公認レスラーである[8]。
- 雪妃真矢の後を受け、ニコニコ生放送内のアイスリボンChで無料放送される「週間アイスリボン」のメインMCを務めていた。
- 2018年4月にアイスリボン道場の近隣に自身が店長を務める「Bar After Party」をオープン、店ではアイスリボン関係者のイベントなども開催されていた（2020年4月に閉店）。

## タイトル歴
アイスリボン
- 第46代インターナショナルリボンタッグ王座（パートナーはジュリア）
- 第34代トライアングルリボン王座

## 入場曲
- テキーラ / ルースターズ
- GRAN MAESTRO DE TEQUILA / COSIO

## 出演

### テレビ
- 全力失踪（2017年10月） - NHK BSプレミアムのプレミアムドラマ枠で放送されたドラマ。第6回目の放送に女子プロレスラー「マリア岡林」役で出演。

### ウェブテレビ
- セレクト女子〜優柔不断な私にドロップキック〜（2019年2月1日配信開始、YouTube、ALPHABOAT） - レフェリー 役[9]

### モデル
- IDOL WRESTLER EXHIBITION アイドル×レスラー展（2018年3月13日 – 25日、銀座・ヴァニラ画廊）[10]